# خان الشابندر (رواية)
خان الشابندر رواية للكاتب العراقي محمد حياوي، صدرت الطبعة الأولى في عام 2016 من نشر دار الآداب في بيروت.

## عن الرواية
لقطة مكثّفة ومركّزة لحياة بغداد السرّية والمعتمة، البائسة والمحزنة التي سبّبها حكم شمولي ثم احتلال أميركي.
تتأرجح حيوات هند وضويّة ونيفين بين أمواج الانفجارات المرعبة والعالم الفانتازي الذي يقف على رأسه "مجر"، الفيلسوف الصوفي الغريب.
وتأتي نهاية الرواية، ككائناتها الضوئية، صادمة وموجعة.